# 黒瀬郵便局
黒瀬郵便局（くろせゆうびんきょく）は、広島県東広島市にある郵便局。民営化前の分類では集配特定郵便局であった。

## 概要
住所：〒739-2699 広島県東広島市黒瀬町菅田374-1

## 沿革
- 1917年（大正6年）7月21日 - 中黒瀬郵便局として開局。
- 1958年（昭和33年）3月5日 - 板城郵便局から電話交換事務を移管[1]。
- 1962年（昭和37年）5月1日 - 黒瀬郵便局に改称[2]。
- 1967年（昭和42年）9月24日 - 下黒瀬郵便局から和文電報配達業務を移管。
- 1973年（昭和48年）3月23日 - 電話の加入および料金に関する簡易な事務を除く電話交換業務を呉電報電話局に移管。
- 1985年（昭和60年）10月1日 - 電話の加入および料金に関する簡易な事務を呉電報電話局に移管。
- 2007年（平成19年）3月5日 - ゆうゆう窓口を廃止。郵便番号を724-06xxから739-26xxへ変更。
- 2007年（平成19年）10月1日 - 民営化に伴い、併設された郵便事業安芸西条支店黒瀬集配センターに一部業務を移管。
- 2012年（平成24年）10月1日 - 日本郵便株式会社発足に伴い、郵便事業安芸西条支店黒瀬集配センターを黒瀬郵便局に統合。
- 2021年（令和3年）2月22日 - 下黒瀬郵便局から集配業務を移管。

## 取扱内容
- 郵便、印紙、ゆうパック、内容証明
- 貯金、為替、振替、振込、国際送金、国債
- 生命保険、バイク自賠責保険
- ゆうちょ銀行ATM
- 東広島市内の一部地域（〒739-26xx、739-27xx）の集配業務

## 周辺
- 東広島市役所黒瀬支所
- ゆめタウン黒瀬
- 黒瀬川

## アクセス
- JRバス 上保田停留所もしくはJRバス、広電バス 北上保田停留所下車
- 国道375号沿い
- 駐車場あり：10台